# Natalia Jlióstkina
Natalia Yevguénievna Jlióstkina (en ruso: Наталья Евгеньевна Хлёсткина; Cheboksary, 23 de abril de 1992) es una deportista rusa que compitió en halterofilia. Ganó dos medallas de oro en el Campeonato Europeo de Halterofilia, en los años 2016 y 2017.

## Palmarés internacional
| Campeonato Europeo | Campeonato Europeo | Campeonato Europeo | Campeonato Europeo |
| Año                | Lugar              | Medalla            | Categoría          |
| ------------------ | ------------------ | ------------------ | ------------------ |
| 2016               | Førde (Noruega)    | Medalla de oro     | 63 kg              |
| 2017               | Split (Croacia)    | Medalla de oro     | 58 kg              |